# Rue de la Pompe
Pour l’article homonyme, voir Rue de la Pompe (métro de Paris).
Ne doit pas être confondu avec Rue de la Pompe (Liège).
La rue de la Pompe est une voie située dans les quartiers de la Muette et de la Porte-Dauphine du 16e arrondissement de Paris.

## Situation et accès
Constituant l'une des plus longues rues de l'arrondissement, elle croise notamment l’avenue Victor-Hugo et l’avenue Henri-Martin.
La rue est desservie côté nord, par la ligne 2 à la station Victor Hugo, à mi-parcours et au sud par la ligne 9 aux stations Rue de la Pompe et La Muette et à son extrémité sud par la ligne C à la gare de Boulainvilliers.

## Origine du nom
La rue doit son nom à la pompe qui fournissait l'eau au château de la Muette.

## Historique
Cette voie, qui est présente à l'état de chemin sur le plan de Roussel de 1730, longeait les murs du château de la Muette, puis traversait la plaine de Passy.
Au début du XIXe siècle, la rue était bordée de constructions, de la Grande rue jusqu’à la rue du Moulin-de-la-Tour. Au-delà, c’était un chemin qui menait à la route de Neuilly. Le 4 septembre 1839, elle est classée comme chemin vicinal de grande communication de Neuilly à Montrouge, en passant par Passy.
Avant l'annexion à Paris de la commune de Passy, et par décret du 25 juillet 1851, cette voie faisait partie de la route départementale no 10.
La partie qui était comprise entre l’avenue Foch et la rue Pergolèse a pris le nom de « rue Duret » en 1868 :
« Napoléon, etc., 

sur le rapport de notre ministre secrétaire d’État au département de l'Intérieur,
vu l'ordonnance du 10 juillet 1816 ;
vu les propositions de M. le préfet de la Seine ;
avons décrété et décrétons ce qui suit :
Article 12. — La partie de la rue de la Pompe comprise entre les avenues de la Grande-Armée et de l'Impératrice, prendra le nom de rue Duret ;
etc.
Article 17. — Notre ministre secrétaire d'État au département de l'Intérieur est chargé de l'exécution du présent décret.
Fait au palais de Fontainebleau, le 10 août 1868. »
La placette devant l'avenue Jules-Janin a été classée par décret du 8 janvier 1887 puis incorporée à la rue de la Pompe (no 12). Une autre entrée de cette voie privée se trouve au niveau du no 32 de la rue de la Pompe.

## Bâtiments remarquables et lieux de mémoire
- L'écrivain et illustrateur britannique George du Maurier (1834-1896) a passé son enfance dans la rue. Il y fait grandir le personnage principal de son premier roman, Peter Ibbetson.
- L’homme d’affaires Arnaud Mimran, condamné dans l’escroquerie à la TVA sur le marché des quotas carbone, y possédait un hôtel particulier avec piscine, avant que celui-ci, d’une valeur de 4 millions d’euros, ne soit saisi en novembre 2022 par l’Agence de gestion et de recouvrement des avoirs saisis et confisqués (Agrasc)[4].
- No 7 : l'architecte Georges Debrie est l'auteur de l'immeuble de plus de cinq étages dans le style haussmannien (1898).
- No 9 : librairie Huret, fondée en 1973, spécialisée en livres anciens, éditions et manuscrits rares ainsi qu'en « plats historiés » (des ouvrages publiés après 1865 avec une couverture en percaline)[5].
- No 10 : le compositeur Alfred Bruneau y vit entre 1910 et 1924. Une plaque lui rend hommage.
- No 11 : à ce niveau, en 1854, l'écrivain Jules Janin se fait construire un chalet en bois de deux étages. Le terrain venait d'être détaché du parc du château de la Muette voisin par le percement du chemin de fer d'Auteuil sur l'actuel boulevard Émile-Augier. Sur la façade du chalet, Jules Janin fait inscrire les vers de Clément Marot : « Que le ciel nous préserve en ce bas monde, icy / De faim, d'un importun, de froid et de soucy ». Il y reçoit des personnalités comme l'abbé d'Auteuil Lamazou, les écrivains Lamartine et Nerval, le compositeur Hector Berlioz ou encore l'homme politique Émile Ollivier. Il y meurt en 1874. Le chalet passe ensuite au colonel Mannheim. Lorsque le tracé de la rue Gustave-Nadaud, qui fait l'angle avec la rue de la Pompe, est revu, le chalet est détruit[1].
Dans l'immeuble qui l'a remplacé est installé, au rez-de-chaussée, dans les années 1970, un temple baha'i[6].
- No 25 : ancien fleuriste Orève, ouvert après la construction de l'immeuble (par l'architecte Lecourtois), en 1911. La devanture Art nouveau, trois arcades revêtues de briques vernissées avec des mosaïques représentant des motifs végétaux sur fond d'or, est restée identique ; jardin d'hiver à l'étage[7]. Des serres se trouvaient autrefois à l'arrière de la boutique. Orève est fermé en 1987[8] et devient un restaurant, Bon, aménagé par Philippe Starck[9]. La façade sur rue et la devanture sont inscrites MH par arrêté du 23 mai 1984[10].
- No 31 : 
  - lycée Gerson, établissement d’enseignement catholique.
  - Benjamin Jaurès (1823-1889) y demeurait à sa mort[11]
- No 34 : le pédiatre Gaston Lévy y ouvre son cabinet en 1932.
- Nos 51 bis-53 : église du Cœur-Immaculé-de-Marie (Mission catholique espagnole)[1].

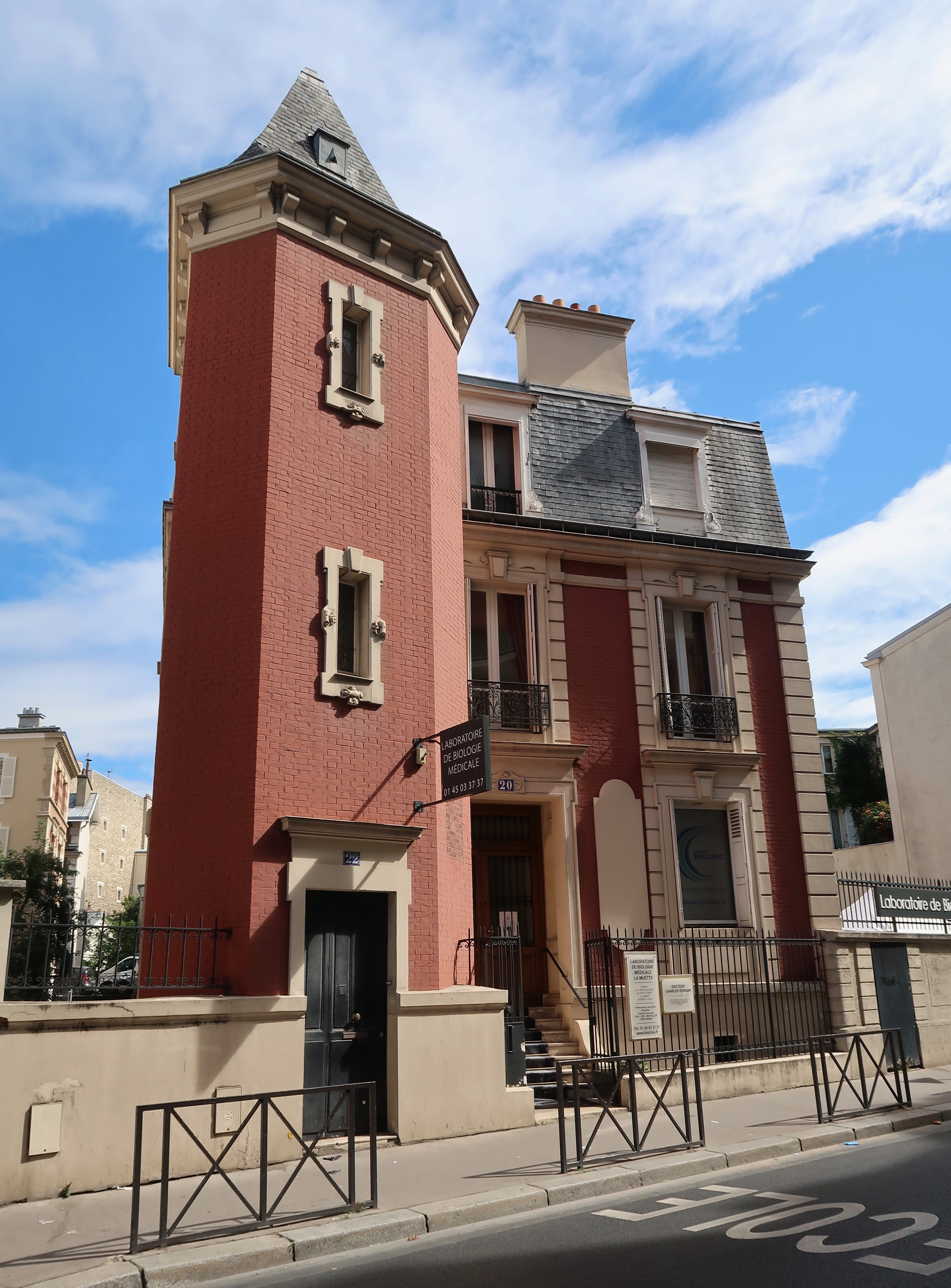
Nos 20-22.
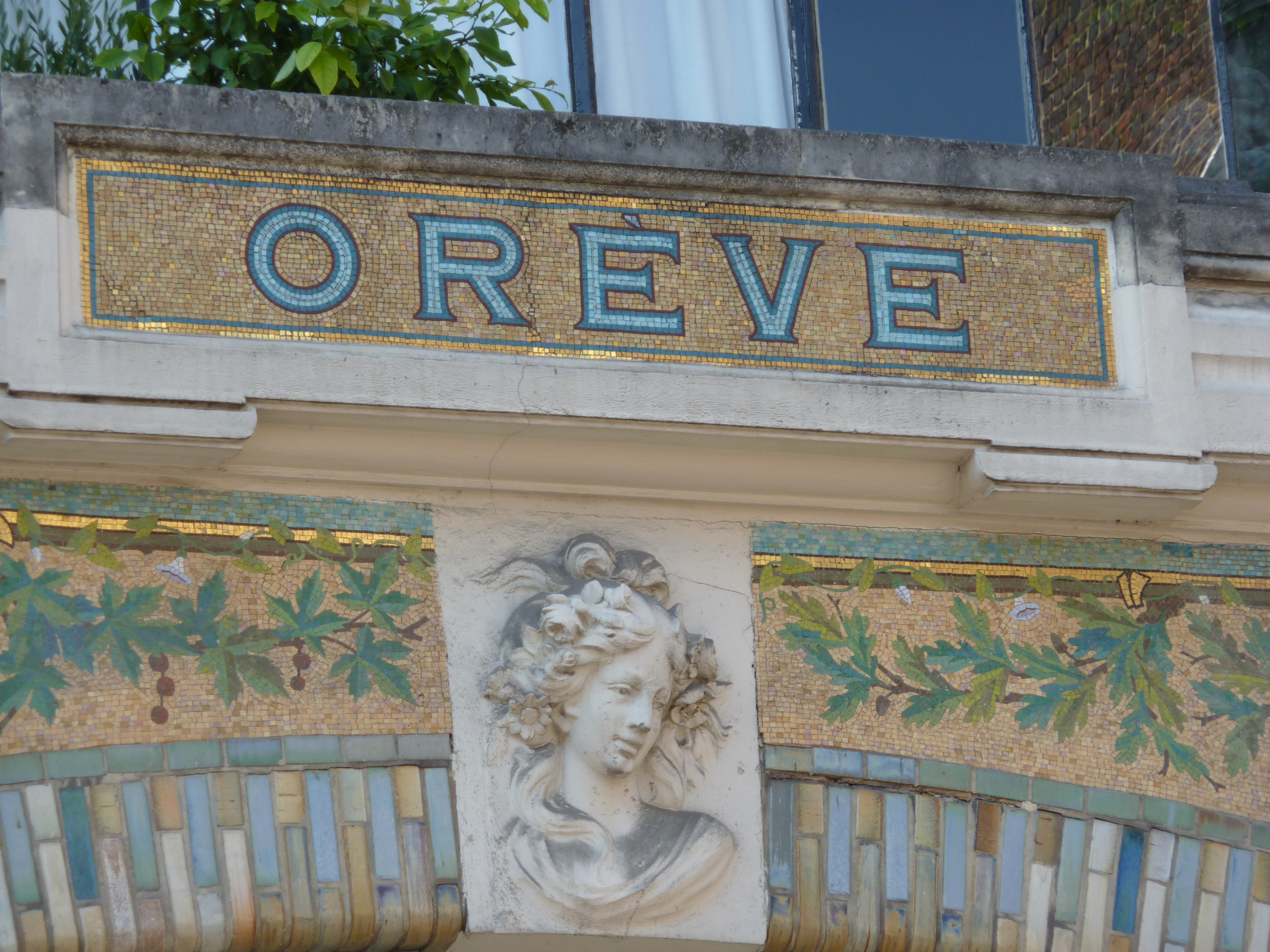
Fleuriste Orève au no 25.
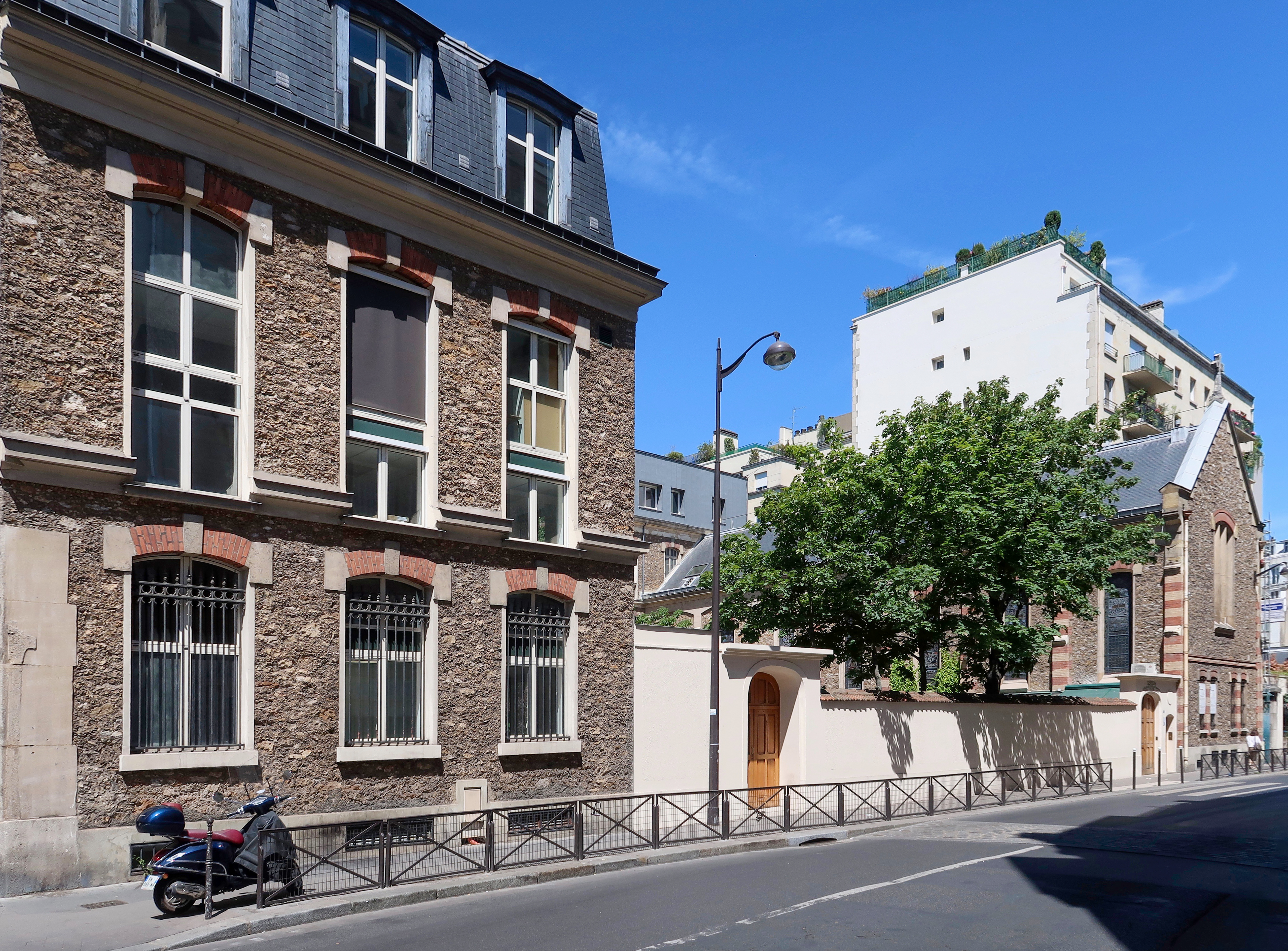
Lycée Gerson au no 31.
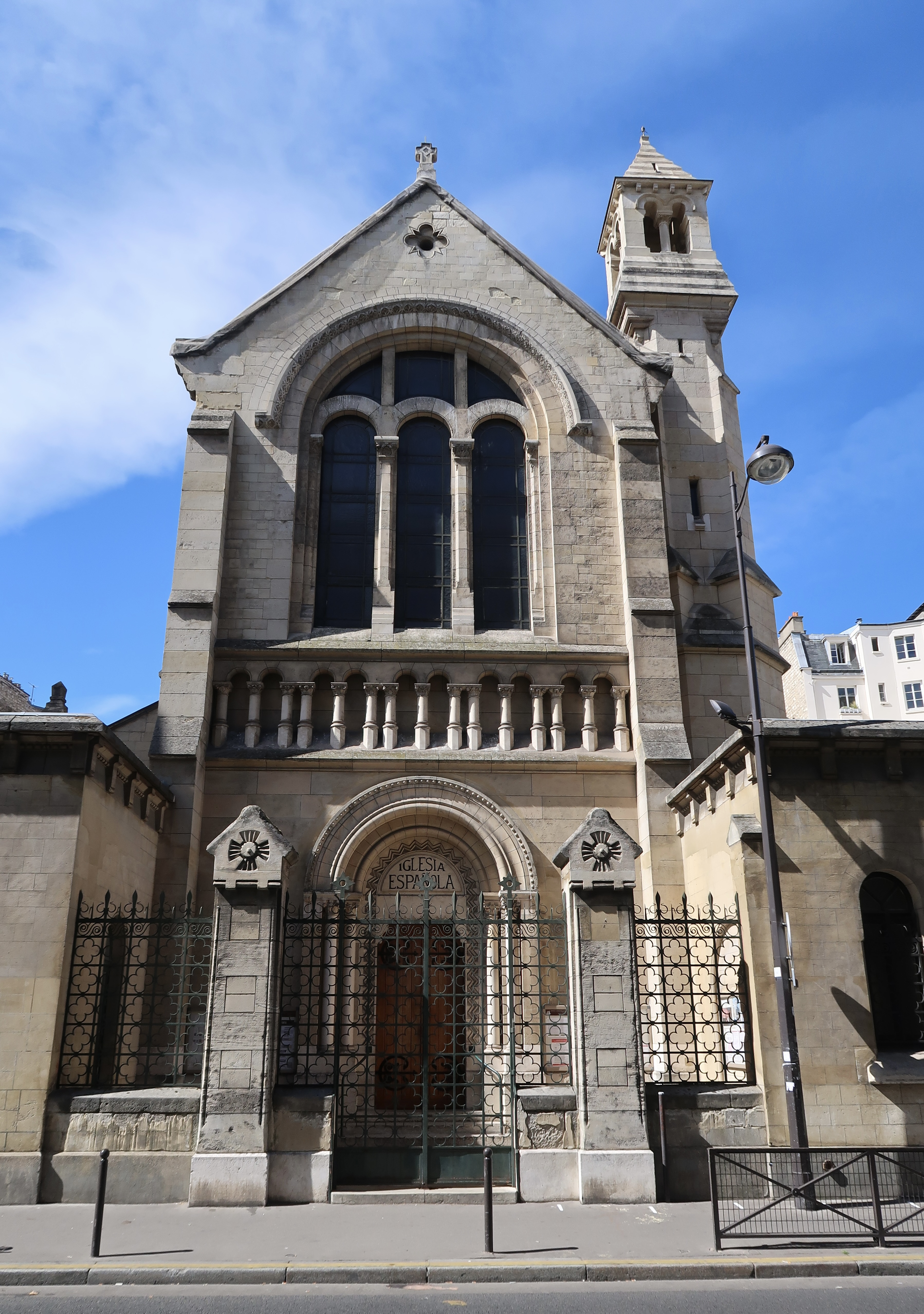
Église au no 51 bis.
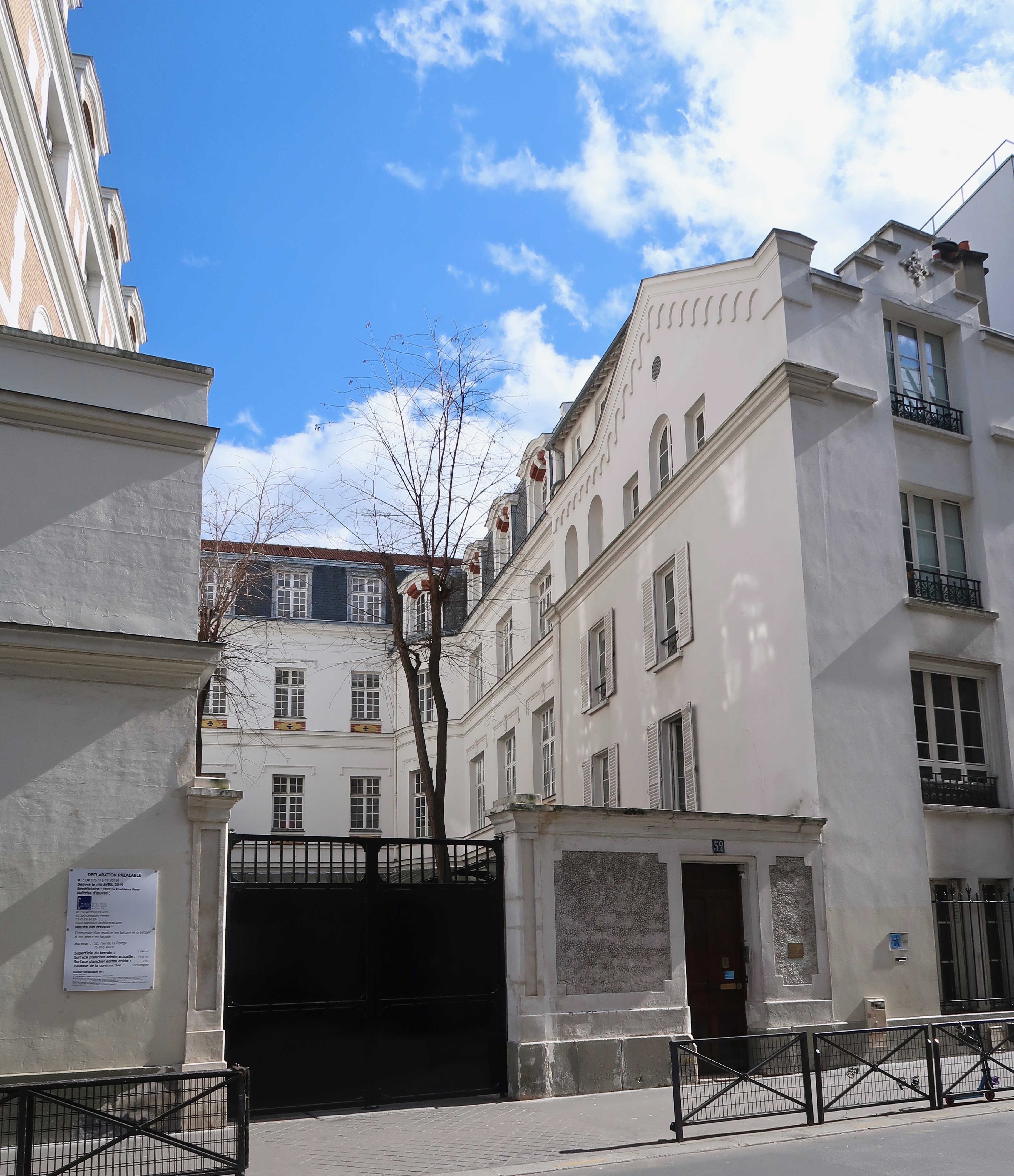
École La Providence-Passy au no 52.

- No 52 : ici s'établit en 1897 l'école de La Providence, dont l'origine remonte à l'établissement fondé en 1816 par Madame Royale et les sœurs de la Providence de Portieux en la paroisse Saint-Roch ; il connaît plusieurs adresse avant d'être de déménager 28, rue des Marronniers en 1886, puis rue de la Pompe. Le nouveau bâtiment construit en deux ans dispose d'une chapelle. En 1907, la loi de séparation des Églises et de l'État oblige les religieuses à quitter leurs fonctions ; elles sont remplacées l'année suivante par l'Association des pères et mères de famille (APMF), des sœurs « sécularisées » assurant la direction et les cours. En 1929, l'artiste-décoratrice Lucie Roisin réalise une frise en Lap pour la nouvelle chapelle. Dans les années 1950, sont construits le bâtiment Saint-Joseph, le préau, le gymnase, le premier étage et la terrasse. En 1955, le pensionnat ferme. En 1966-1967, un accord est conclu avec l'Institut de la Tour voisin (86, rue de la Tour), à qui revient l'enseignement secondaire, tandis que La Providence est désormais chargée des maternelles et des primaires. La dernière religieuse à diriger l'école quitte son poste en 1981, lui succédant depuis des directrices laïques. Des sœurs de la Providence résident cependant toujours dans des bâtiments annexes. En 2005, la tutelle de l'école passe au diocèse. De 200 élèves en 1910, La Providence passe à 400 en 1933, 800 en 1961 et 760 élèves répartis sur 25 classes en 2016[12].

- No 73, au croisement avec l’avenue Henri-Martin : la mairie de l'arrondissement.
- No 81 : villa Herran, voie privée. Le ministre Adolphe Crémieux (1796-1880) y vit ses dernières années.
- No 83 : la tragédienne Caroline-Eugénie Segond-Weber y vécut. Une plaque lui rend hommage.
- No 89 : l'écrivain François Mauriac s'installe ici en juillet 1913 jusqu'en 1931[13]. Son fils Claude Mauriac, également écrivain, y est né le 25 avril 1914[14]. L'actrice Brigitte Bardot[15], ainsi que Jacques Attali[16], y vécurent également. Le résistant Pierre Brossolette y tint une librairie entre 1940 et 1942.

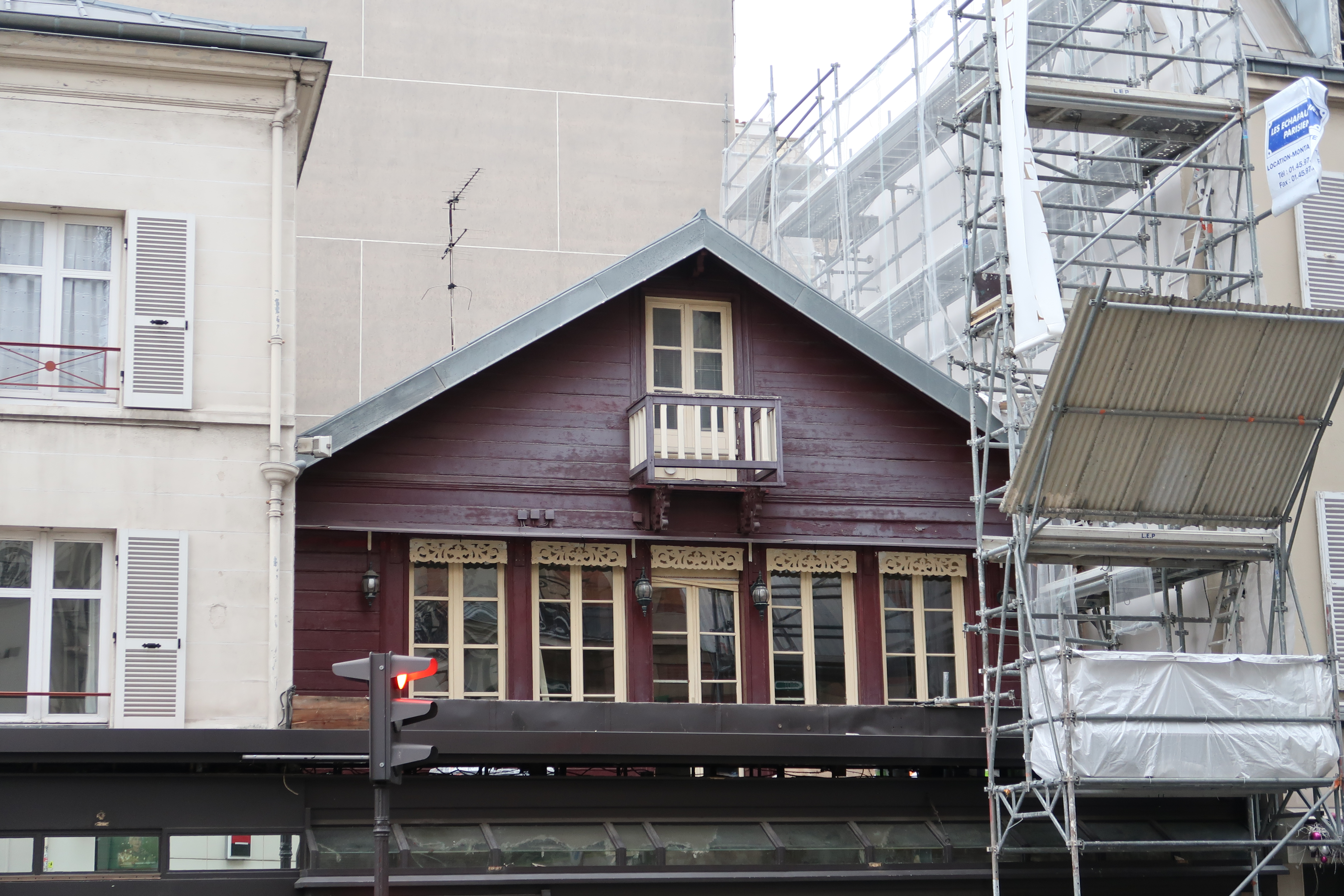
Chalet au no 63.
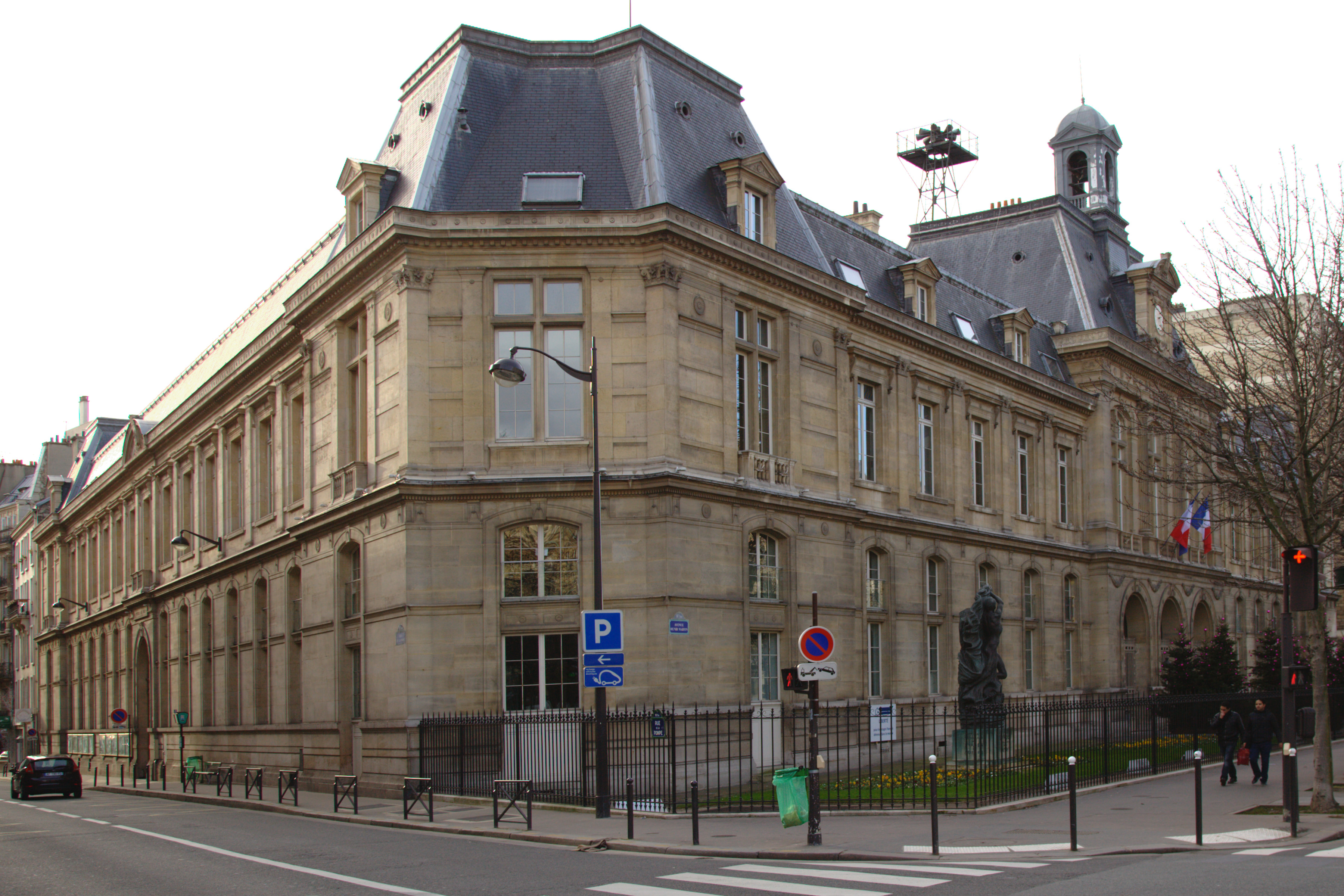
Mairie de l'arrondissement au no 73.
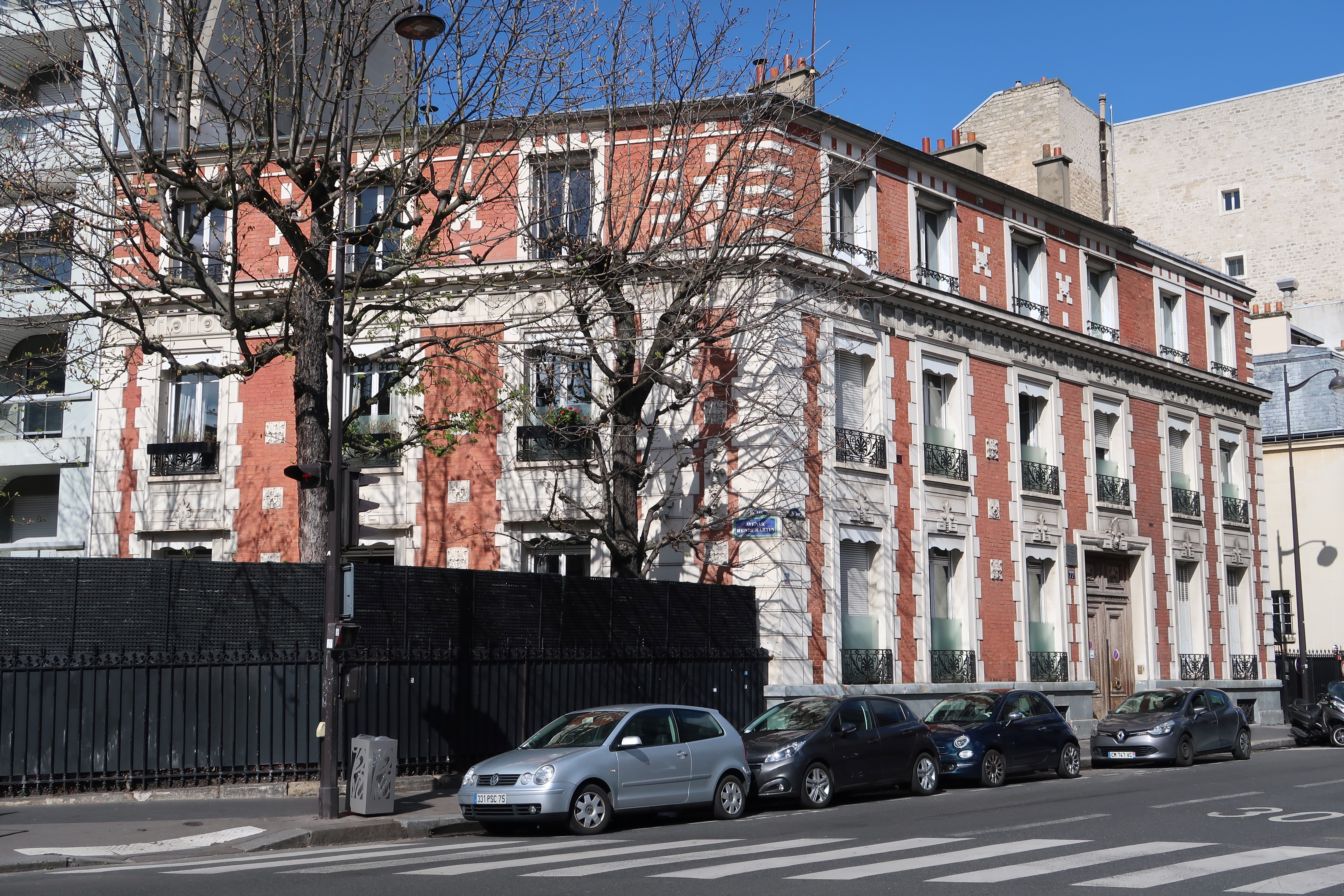
No 77.
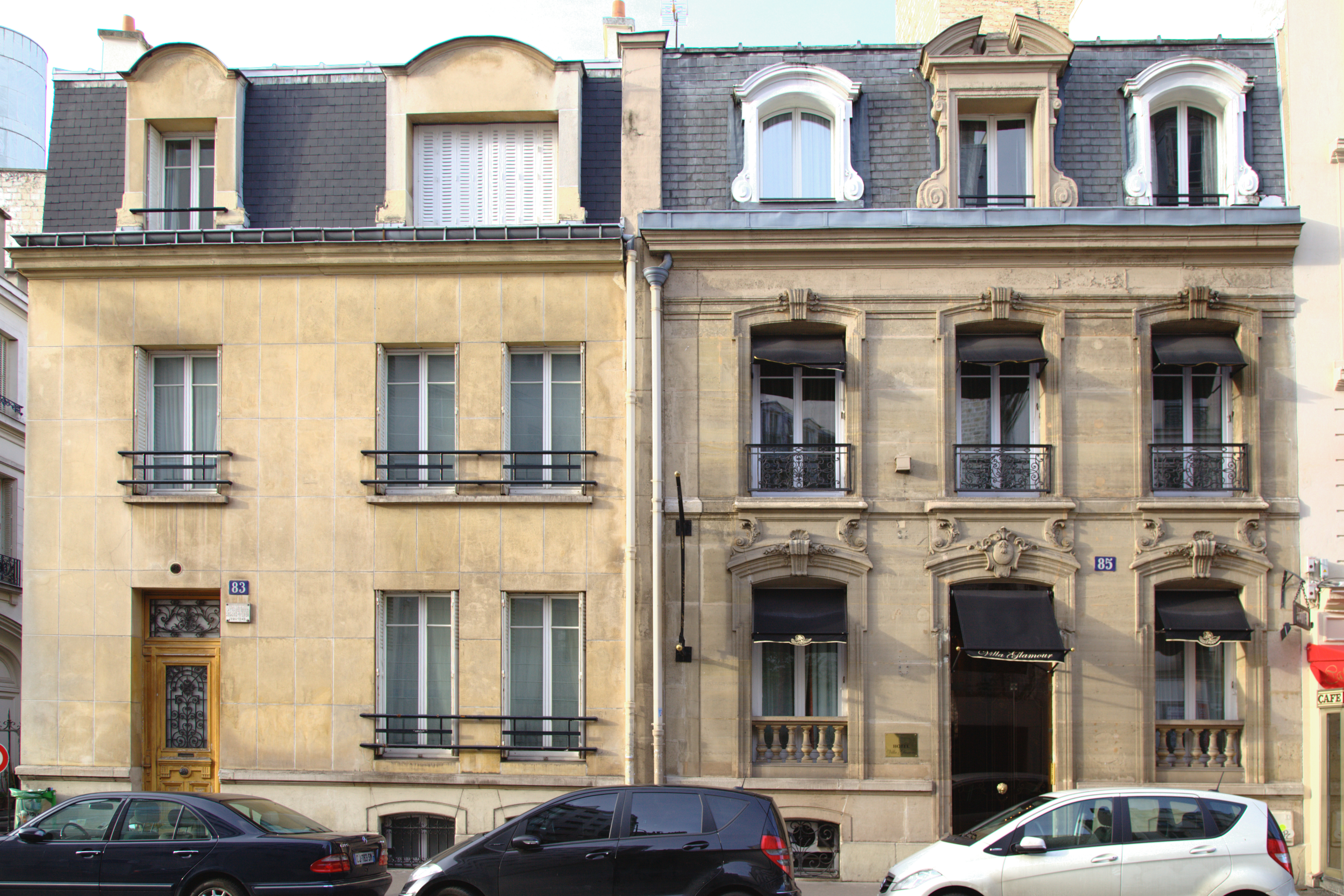
Nos 83-85.
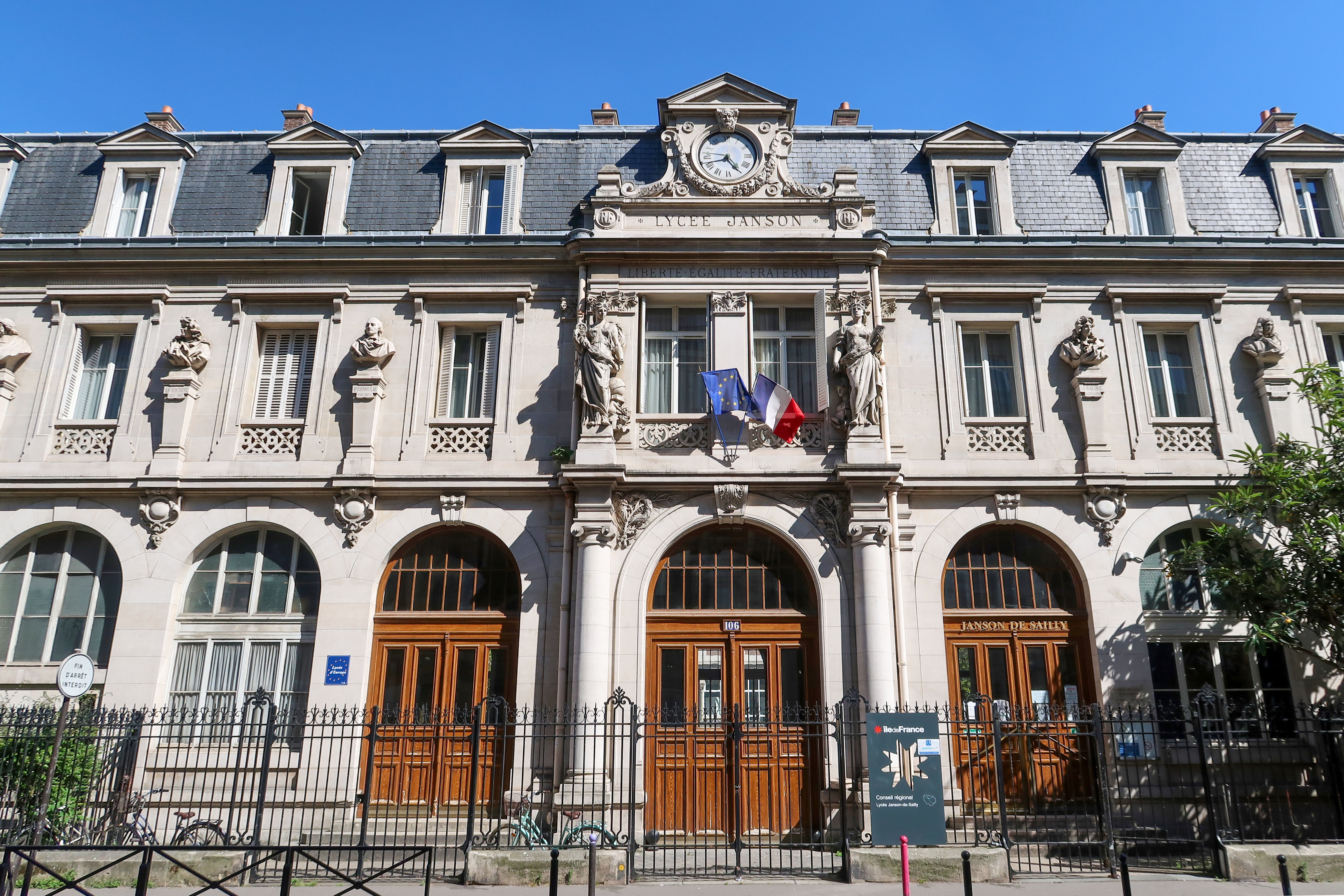
Lycée Janson-de-Sailly aux nos 94-106.
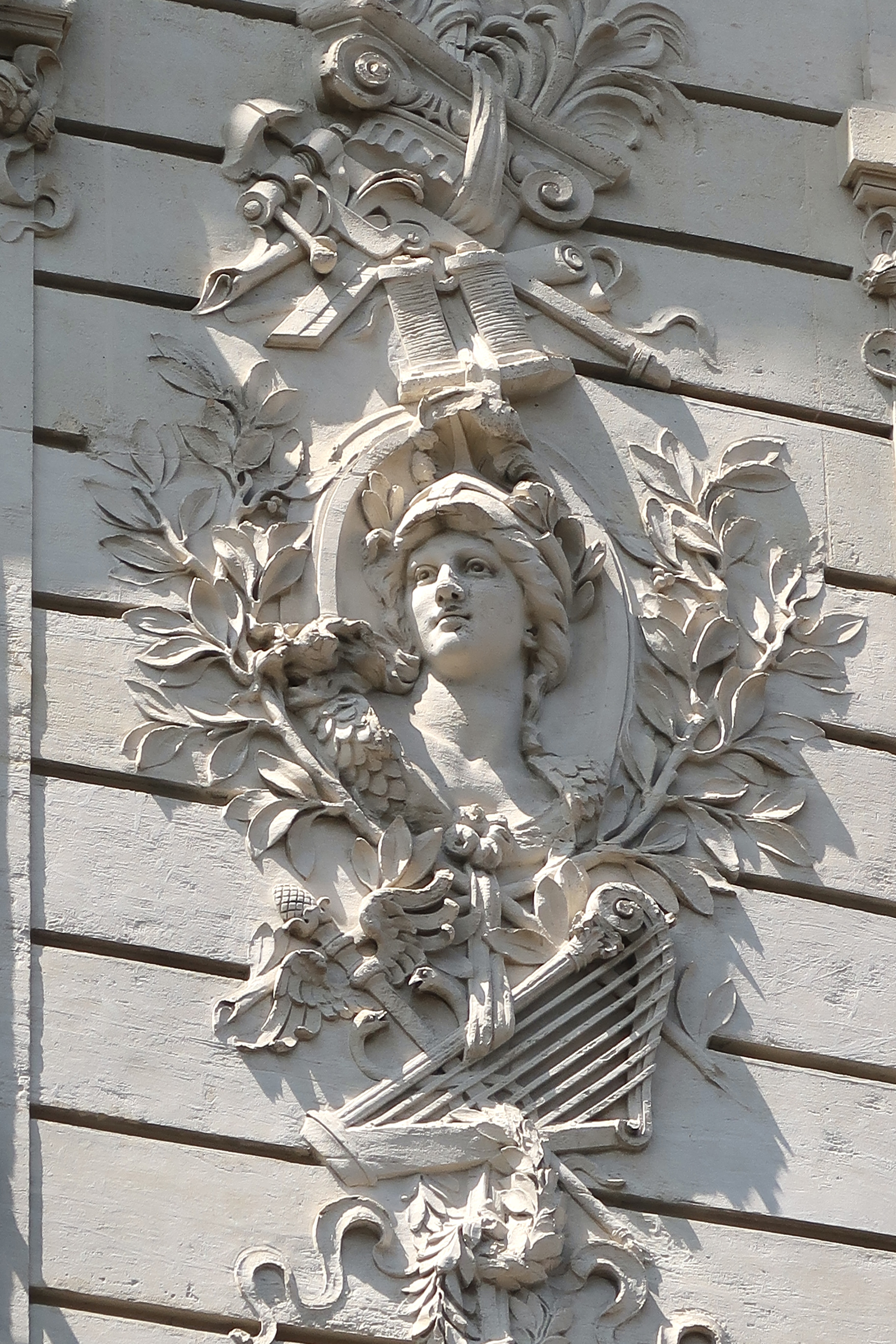
Relief sur la façade au no 107.
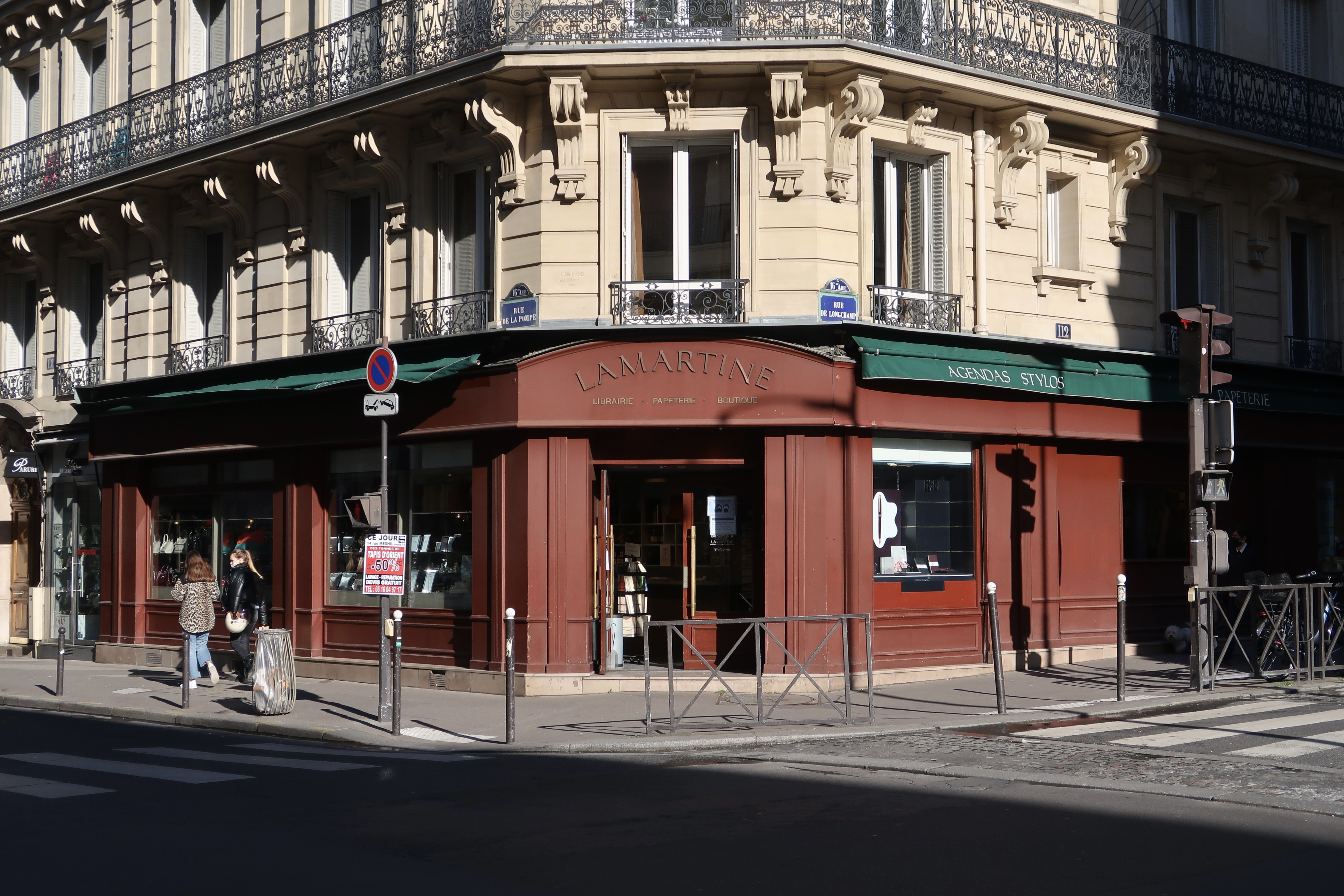
Librairie Lamartine au no 118.

- Nos 94 à 116 : la façade ouest du lycée Janson-de-Sailly.
- No 99-103 : avenue de Montespan, voie privée.
- No 107 : l'écrivaine Georgie Raoul-Duval (1866-1913) y vécut.
- No 115 :
  - le maréchal Joseph Joffre (1852-1931) y vécut ; une plaque lui rend hommage ;
  - la romancière russe Irène Némirovsky (1903-1942) y a également habité, après avoir fui la Russie bolchévique en 1919[17] ;
  - légation du Venezuela dans les années 1920[18].
- No 118 : librairie Lamartine, fondée en 1926. Elle doit son nom au poète Alphonse de Lamartine, qui vécut dans un chalet aujourd'hui détruit, situé non loin, à hauteur des nos 107-113 de l'avenue Henri-Martin. En collaboration avec Le Livre de poche, la librairie Lamartine organise chaque année un prix des lecteurs[5].
- No 123 : école primaire de l'École internationale bilingue.
- No 128 : Charles Baudelaire y loge peu de temps en 1852 (?) chez des amis du général Aupick.
- No 129 bis : magasin de vêtements masculins Renoma, ouvert par Maurice Renoma en 1963. Dans le contexte des Sixties, où la mode est renouvelée par rapport aux codes stricts qui prévalaient jusque là, la boutique obtient un succès rapide, habillant autant les jeunes gens des quartiers bourgeois que des personnalités, comme Nino Ferrer, Bob Dylan, John Lennon ou encore Serge Gainsbourg[19].
- No 159 : rue Dosne, voie privée.
- No 180 : ici s'établit entre avril et août 1944 une antenne de la police allemande dirigée par Friedrich Berger ; plus de 300 résistants y ont été torturés[20].
- No 183 : c’est devant cet immeuble, où se trouve son domicile, que Luchino Revelli-Beaumont, directeur général de Fiat-France, est enlevé le 13 avril 1977 par un « groupuscule prétendument révolutionnaire[21] ».
- No 184 (et 4, rue de Lasteyrie) : ancien hôtel particulier de la Belle Époque dont l’entrée principale, rue de Lasteyrie, est mise en valeur par une impressionnante marquise[22]. C'est, en 2021, le siège d'un groupe immobilier.
- Durant l'Occupation, des bureaux de la Résistance sont installés rue de la Pompe, où travaille notamment la secrétaire de Jean Moulin, Laure Diebold. Le 24 septembre 1943, elle est arrêtée par les Nazis. Le lendemain, ignorant tout, Daniel Cordier monte à l'appartement ; il raconte a posteriori : « Après mon coup de sonnette, je n'entends pas Laure quitter son bureau, avec ses semelles en bois qui martèlent le parquet lorsqu'elle marche […]. Aujourd'hui, aucun bruit ». Suspicieux, il ne reste pas[23].
- En 1919, Isadora Duncan achète, dans la rue, la salle Beethoven, détruite depuis (numéro non identifié).

Plaques
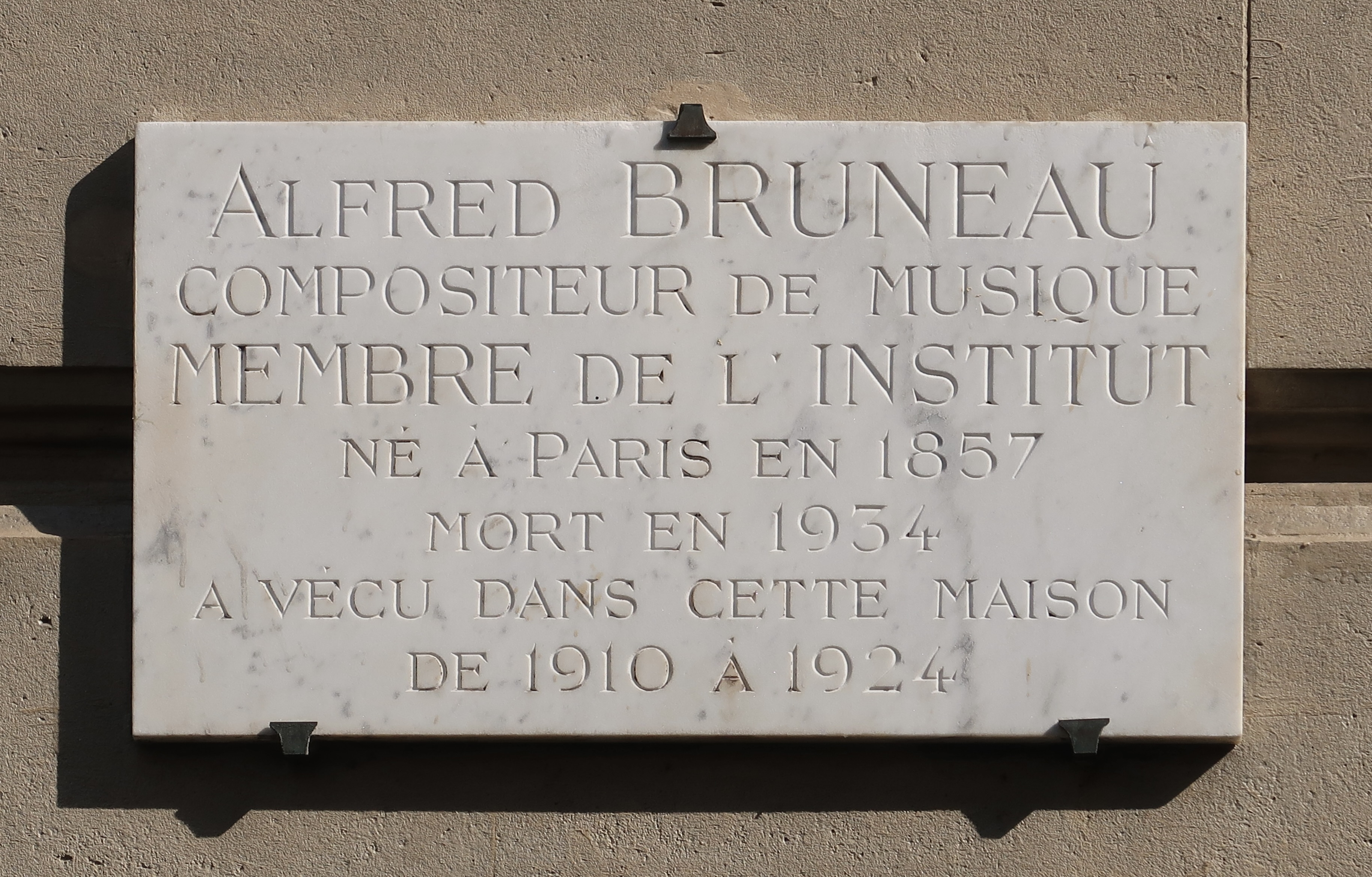
Plaque au no 10.
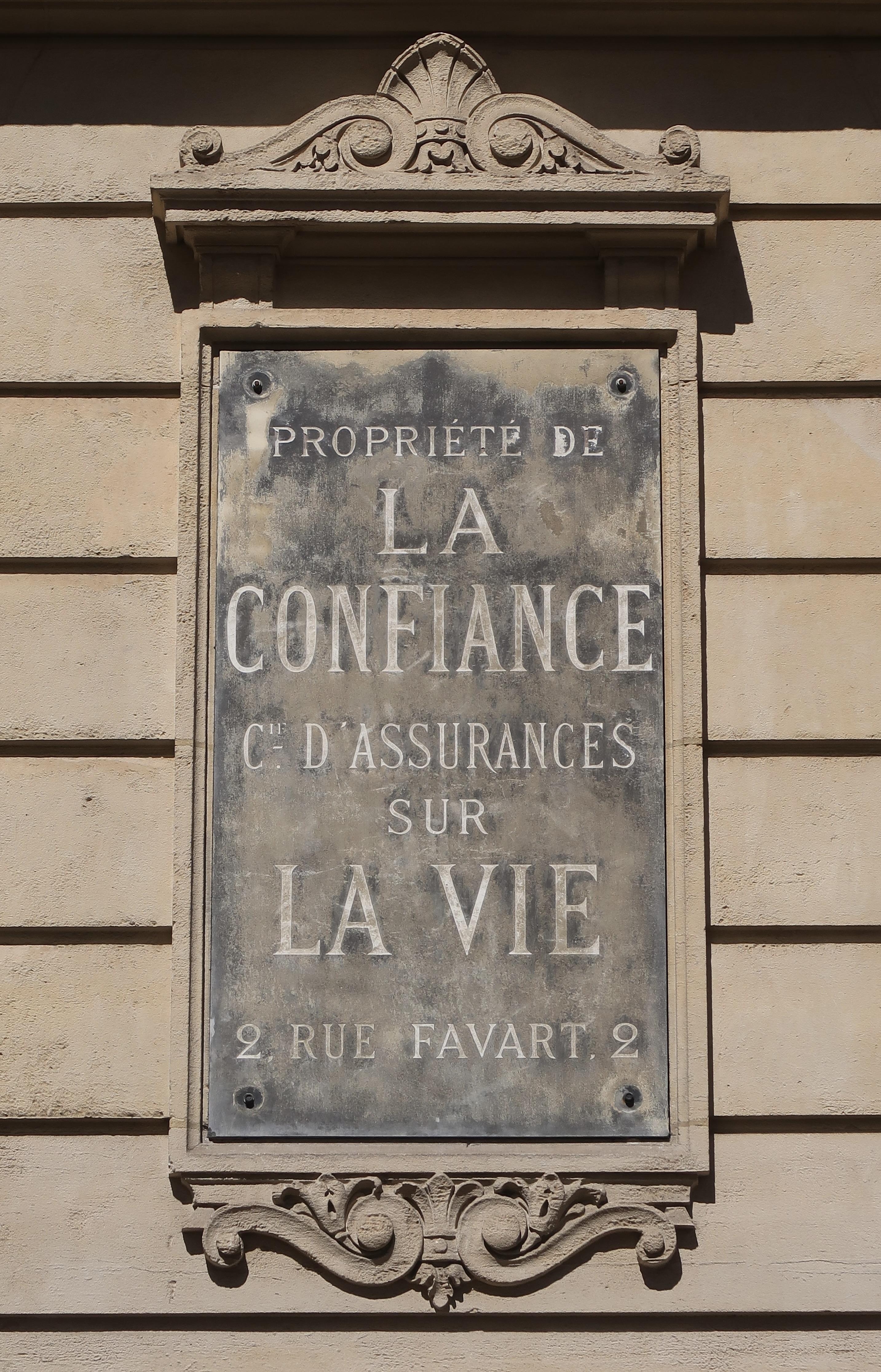
Plaque ancienne au no 51.
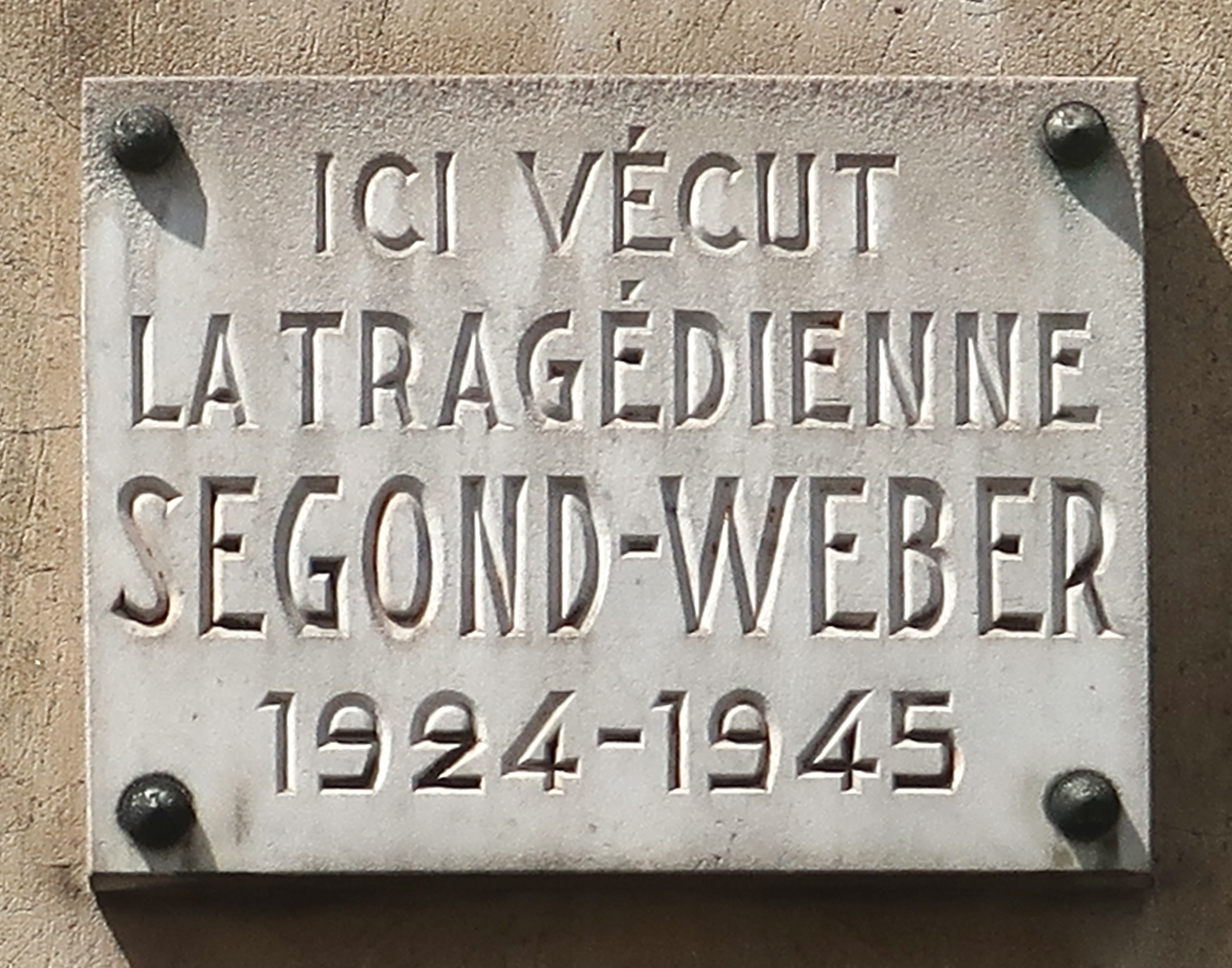
Plaque au no 83.
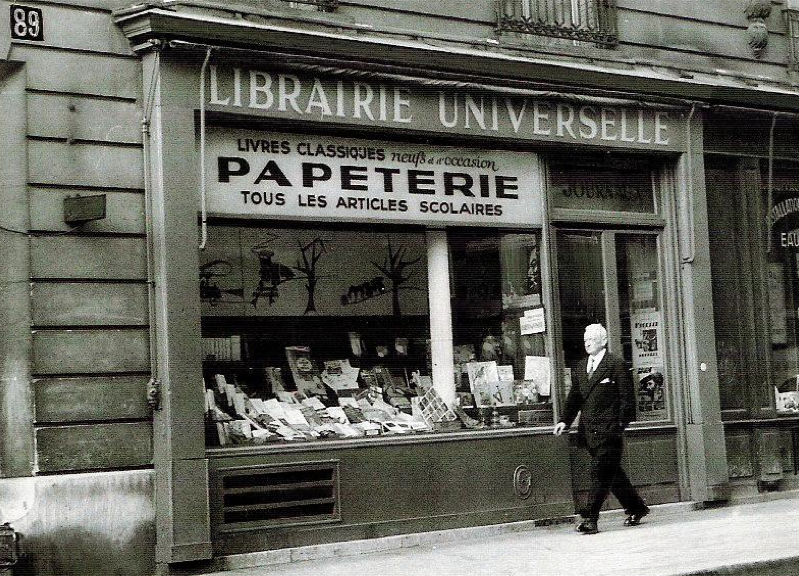
Librairie-papeterie au no 89 (photographie ancienne).
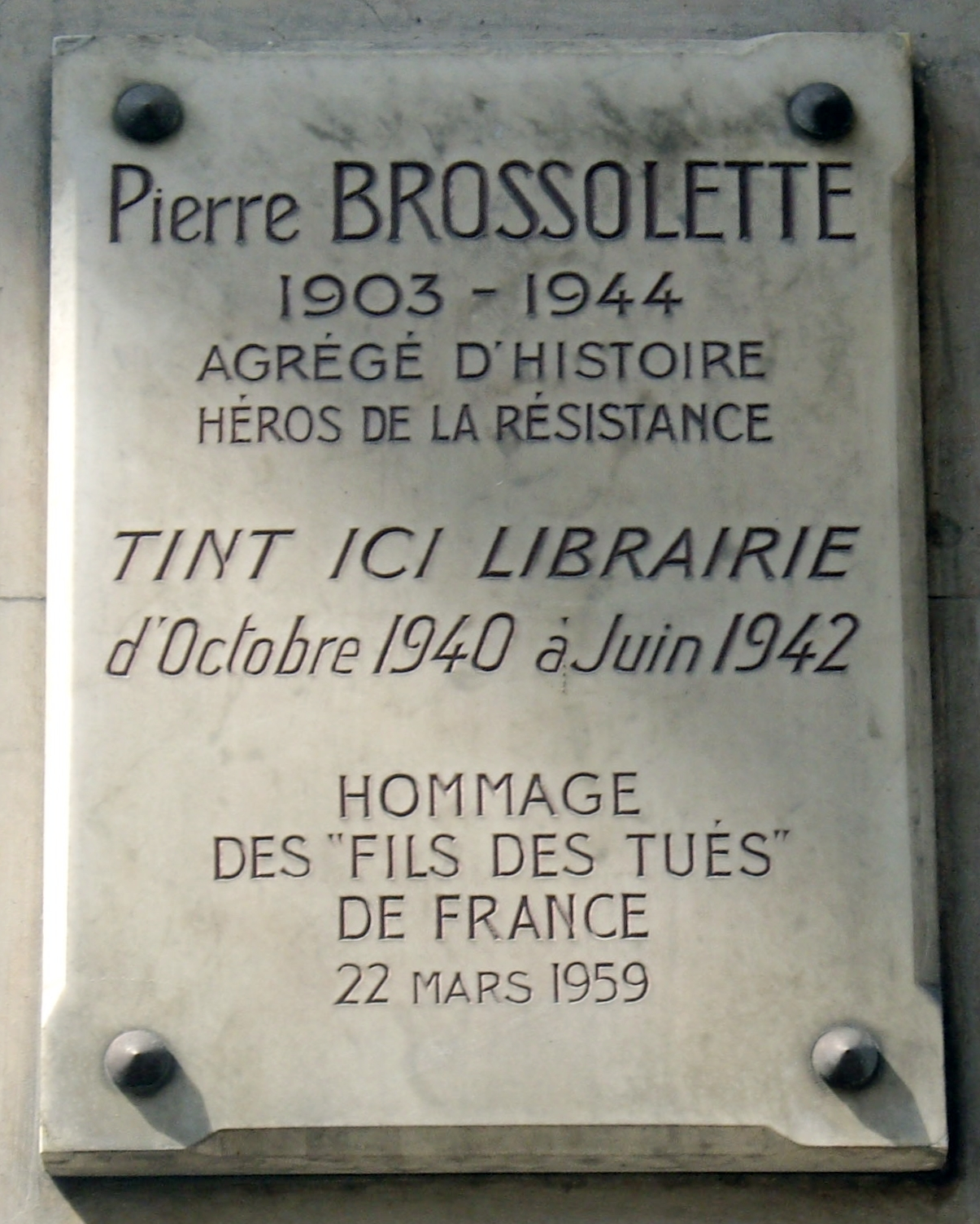
Plaque au no 89.
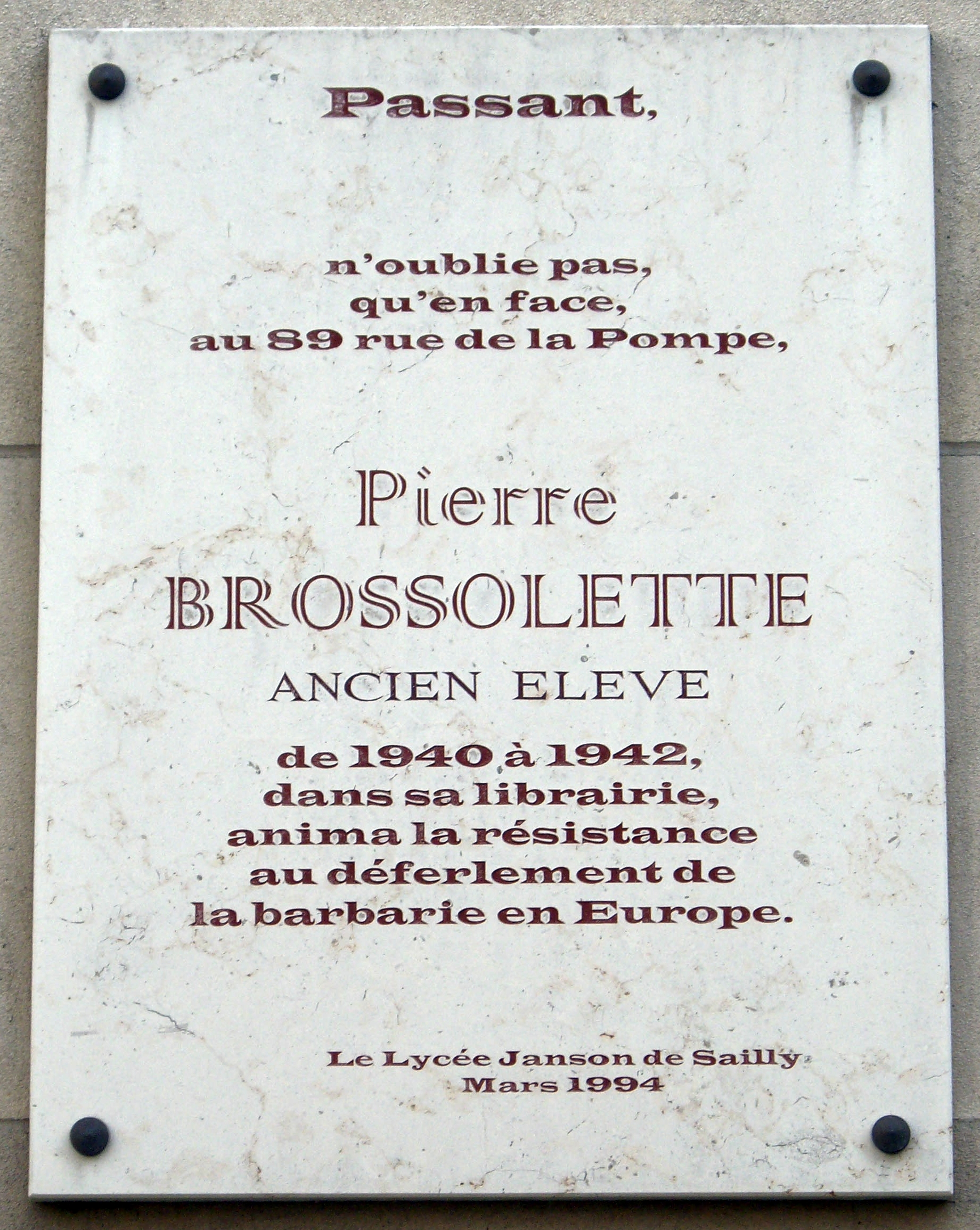
Plaque en face, sur la façade du lycée Janson-de-Sailly.
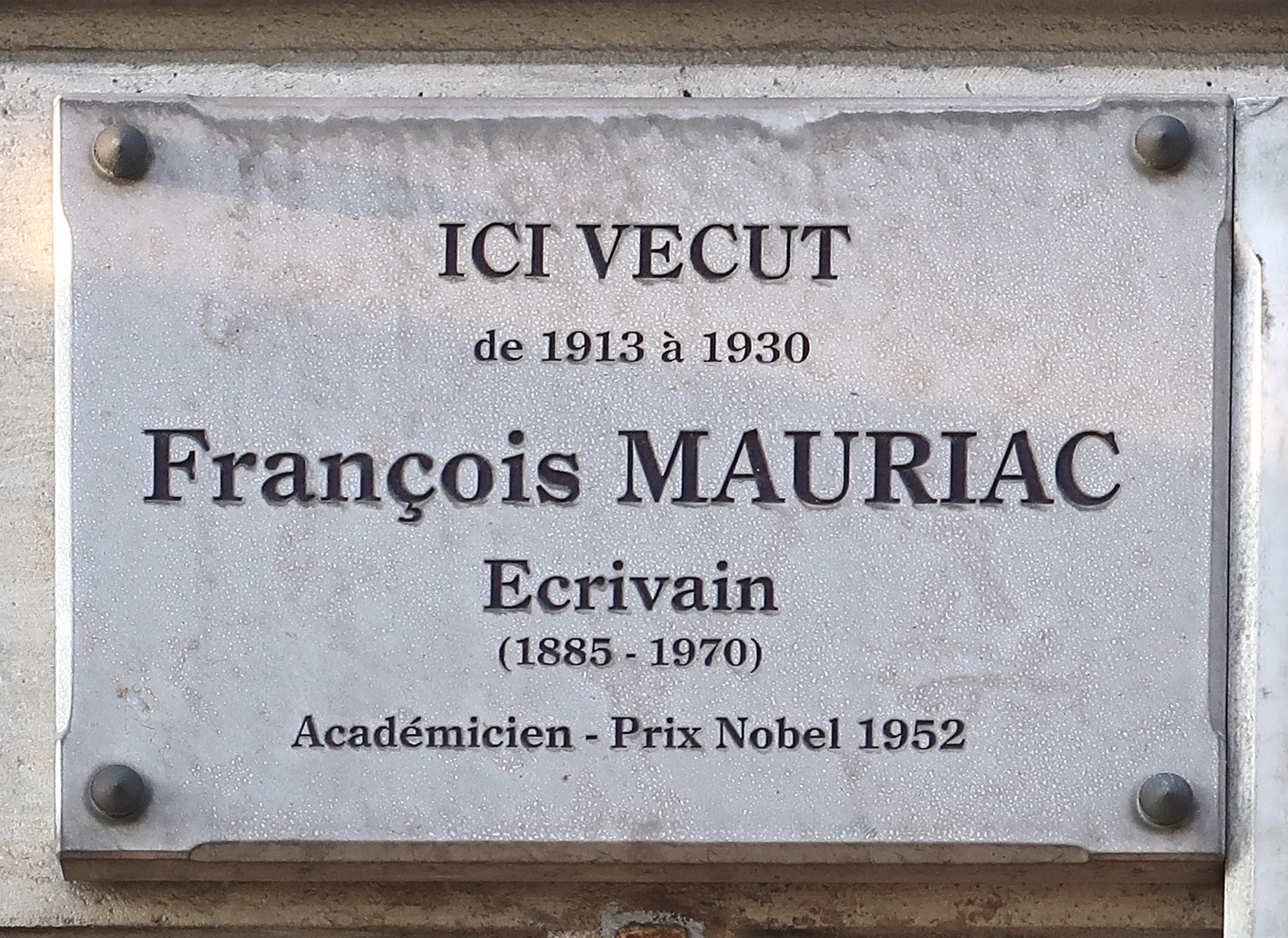
Plaque au no 89.
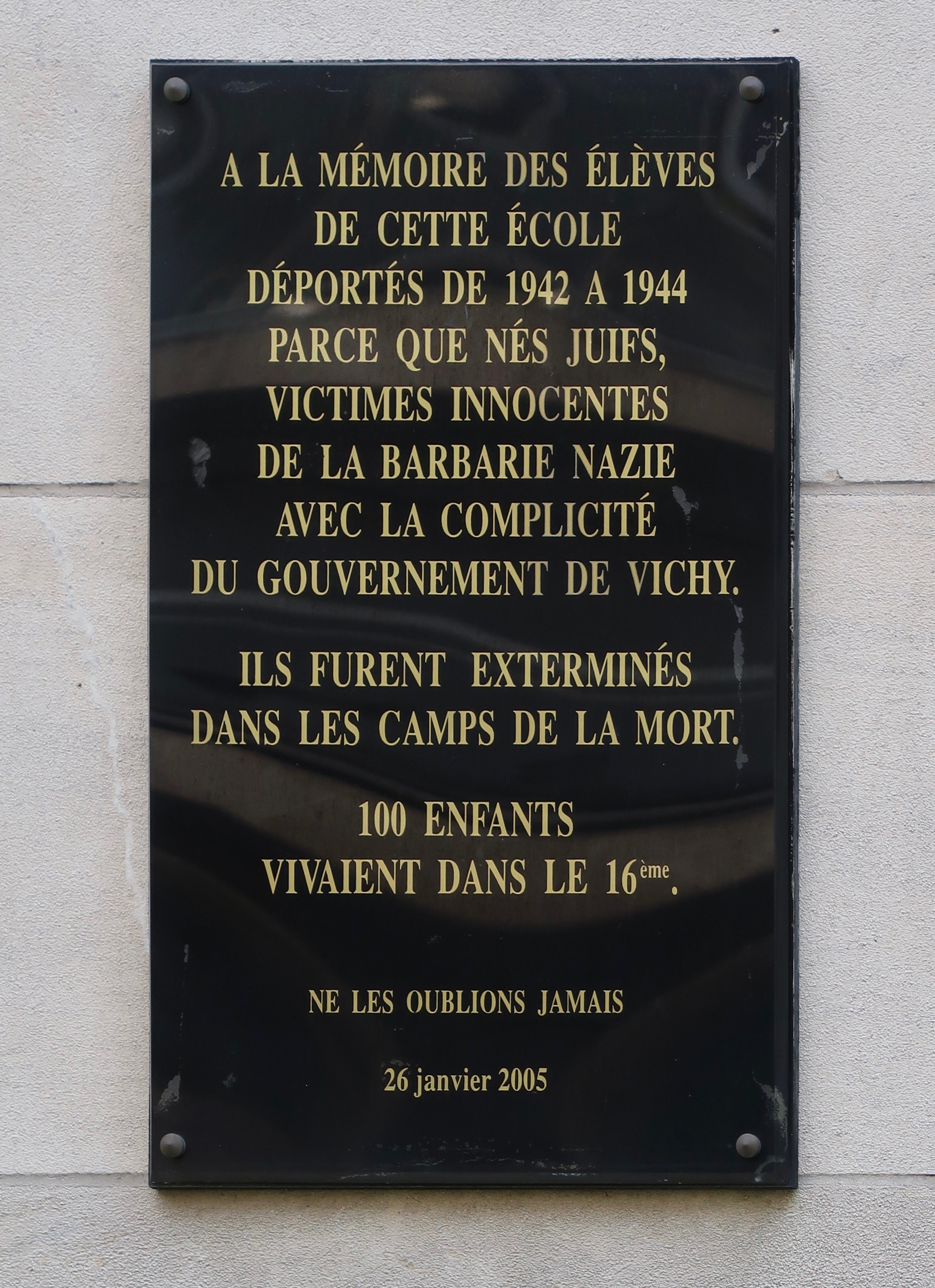
Plaque sur la façade du lycée Janson-de-Sailly en mémoire de ses élèves juifs déportés et exterminés de 1942 à 1944.
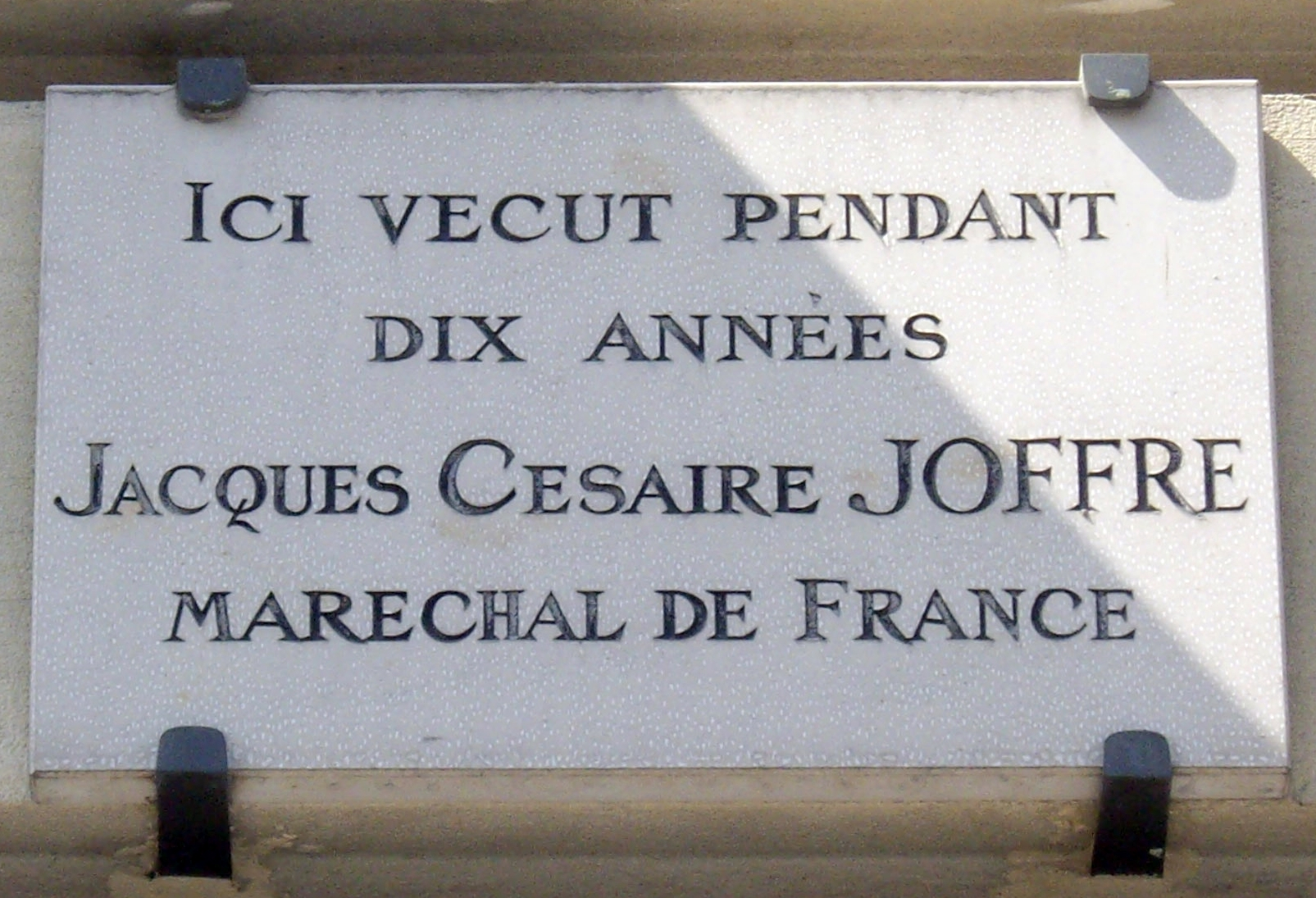
Plaque au no 115.
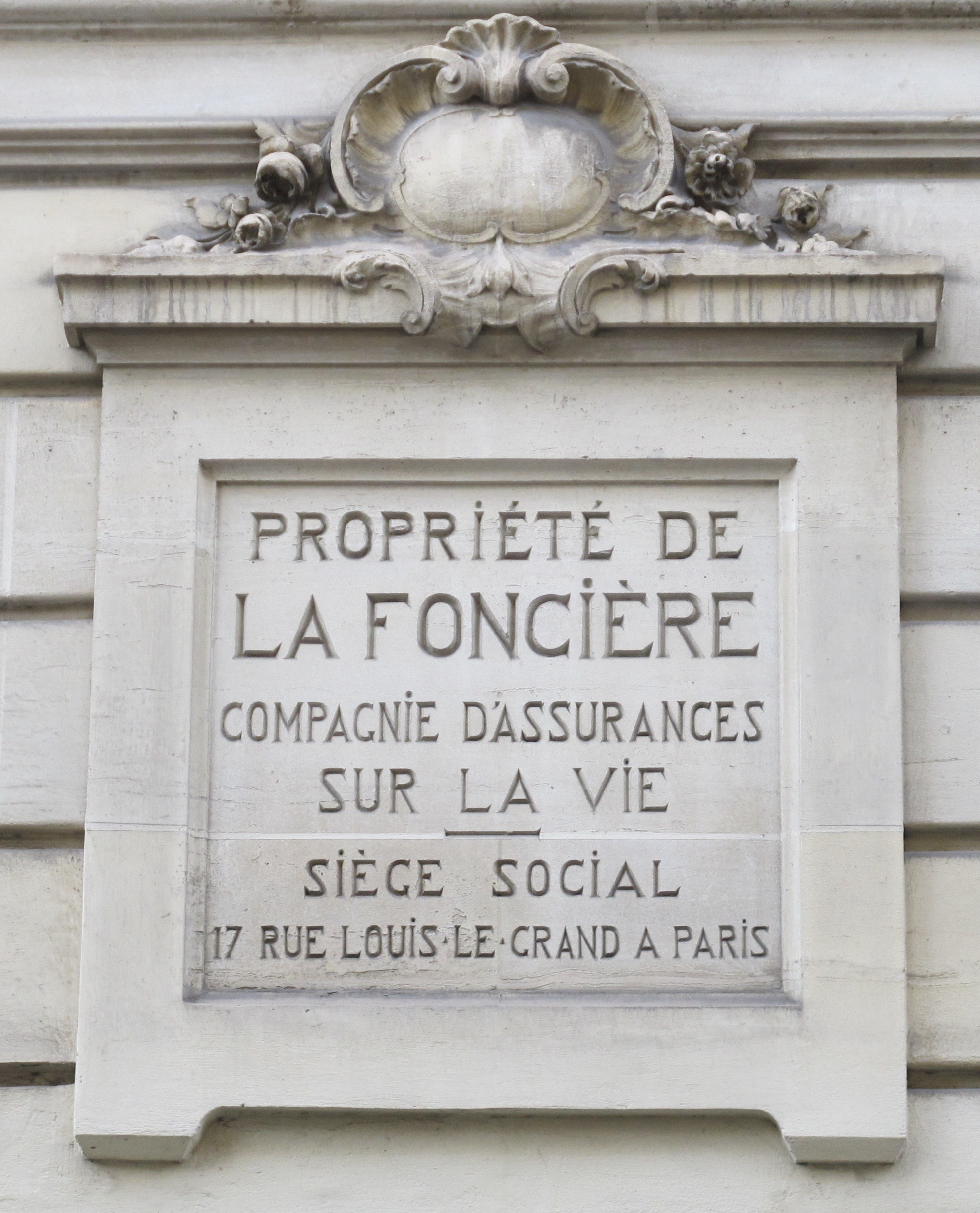
Plaque ancienne au no 145.